# Nicholas Lowther (2e vicomte Ullswater)
Nicholas James Christopher Lowther, 2e vicomte Ullswater (né le 9 janvier 1942), succède à son arrière-grand-père dans la vicomté d'Ullswater en 1949, siégeant à la Chambre des lords sur les bancs conservateurs. Il est l'un des rares pairs à avoir succédé à un arrière-grand-père dans un titre.

## Jeunesse
Lowther est le fils de John Lowther (1910-1942) et de Priscilla Lambert (1917-1945). Son père est secrétaire de George de Kent et est décédé aux côtés du duc dans le crash aérien de Dunbeath. Il fait ses études au Collège d'Eton et au Trinity College de Cambridge.

## Carrière politique
Lowther est nommé Lord-in-waiting (whip) en janvier 1989 par Margaret Thatcher avant de devenir sous-secrétaire d'État parlementaire au ministère de l'Emploi en juillet 1990. Il conserve ce poste sous John Major jusqu'en 1993, date à laquelle il devient capitaine de l'honorable Corps of Gentlemen at Arms (whip en chef du gouvernement à la Chambre des lords). Il est resté à ce poste pendant un an puis devient ministre d'État au Logement au ministère de l'Environnement en 1994 (ainsi que conseiller privé), mais il quitte le gouvernement lors d'un remaniement de 1995.

## Princesse Margaret
En 1998, il devient le secrétaire privé de la princesse Margaret, comtesse de Snowdon et reste à ce poste jusqu'à sa mort en 2002. Il est nommé lieutenant de l'Ordre royal de Victoria dans la liste spéciale des honneurs publiée par la reine après la disparition de la princesse Margaret.

## Retour à la politique
En tant que membre de la Cour, il ne pouvait pas prendre part à la politique partisane et ne cherche pas à rester à la Chambre des lords lors de l'adoption du House of Lords Act 1999. Mais après la mort du vicomte d'Oxfuird en janvier 2003, il remporte l'élection partielle, lui permettant de retourner à la Chambre des lords.
Le 22 mai 2006, Lord Ullswater est nommé au poste nouvellement créé de Lord président de la Chambre des lords et, lors des élections du 28 juin 2006, il est ressorti en troisième position sur neuf candidats. Son arrière-grand-père, James Lowther, est président de la Chambre des communes de 1905 à 1921.
Il démissionne de la Chambre des lords le 20 juillet 2022.

## Vie privée
Lord Ullswater est un jockey amateur dans sa jeunesse.
En 1967, il épouse Susan Weatherby. Le couple a deux fils et deux filles: 
- Emma Mary Lowther, (née en 1968)
- Clare Priscilla Lowther, (née en 1970)
- Benjamin James Lowther (né en 1975)
- Edward John Lowther (né en 1981)

La famille vit à Docking à Norfolk.